# 작곡

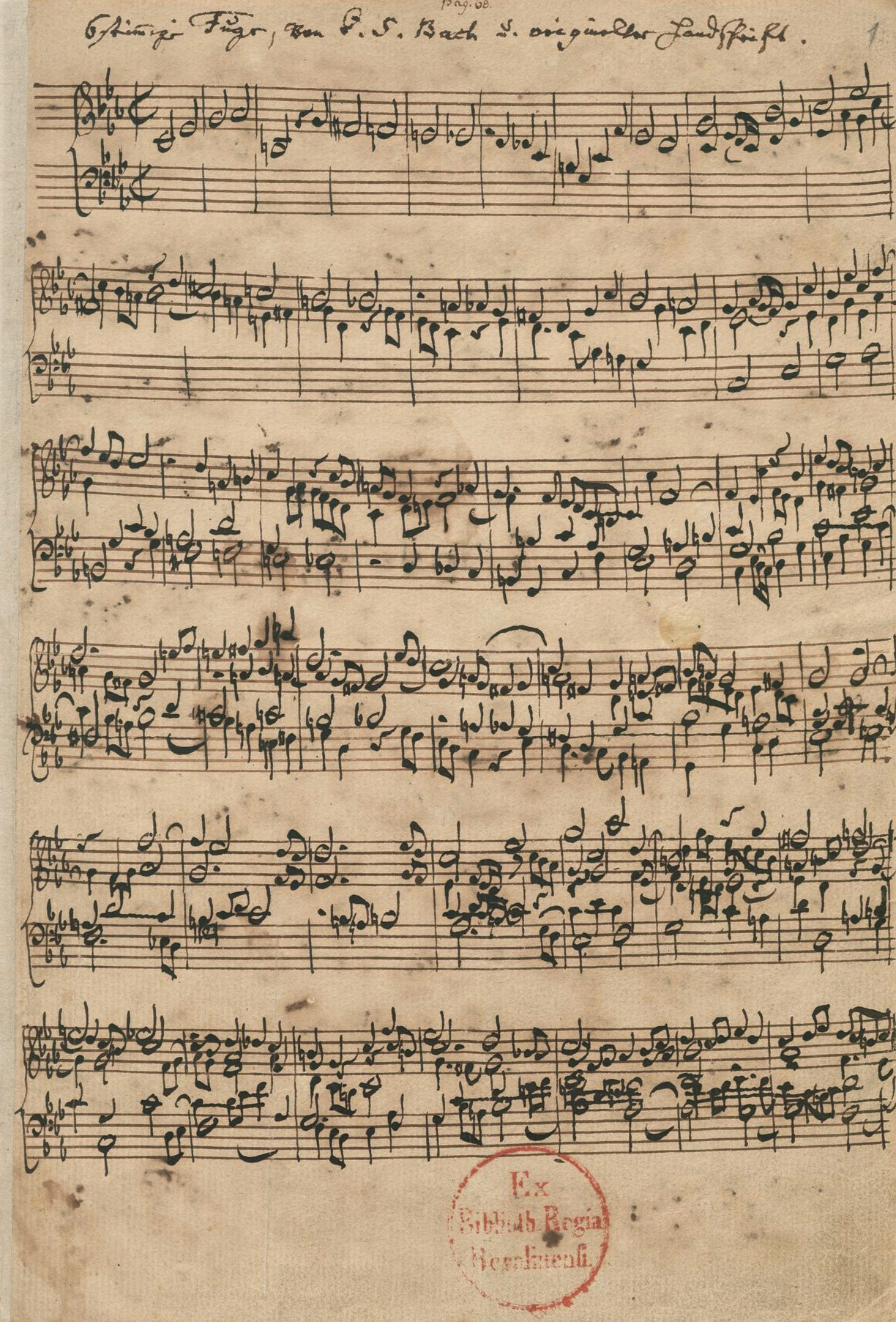

작곡(作曲)이란 음악의 구성요소인 주선율을 만드는 작업이다.

## 작사, 편곡과의 차이
편곡을 '작곡의 수정'으로 오해하는 경우가 많은데, 작곡과 편곡의 대상은 다르다. 작곡은 주선율을 만드는 작업인 반면, 편곡은 주선율을 뒷받침하는 부분(반주 또는 부선율)을 만드는 작업이다. '작곡의 수정'은 '재편곡'의 개념에 가깝다. 한편 작사는 가사를 만드는 작업이다.

## 같이 보기
- 작곡가
- 작사
- 편곡